# 音の匠たち
音の匠たち（おとのたくみたち）は、KBCラジオのほか北日本放送、山陽放送、ぎふチャンで放送している番組である。
パーソナリティは、普天間かおり。
正式な番組名は、「音の匠たち～普天間かおりのぬちぐすいラジオ」である。

## 放送時間

### 現在の放送時間
- KBCラジオ･･･火曜日：24:30～25:00(JST)（2007年10月～）
- ぎふチャン･･･月曜日：22:00～22:30(JST)（2008年10月から）

### 過去の放送時間
- KBCラジオ･･･日曜日：21:15～21:30(JST)（～2007年9月）
- 北日本放送･･･金曜日：21:20～21:40(JST)
- 山陽放送･･･日曜日：12:30～13:00(JST)
- ぎふチャン･･･日曜日：15：00～15：30(JST)
- ぎふチャン･･･土曜日：11:20～11:50(JST)（2008年1月～9月）

## 番組内容
普天間かおりのフリートークが基本構成の番組で、このほかに彼女の出身地・沖縄の文化などを紹介したり、自身のライブ情報も紹介する。